# João Cosme da Cunha
João Cosme da Cunha, né le 20 octobre 1715 à Lisbonne et mort le 31 janvier 1783 à Evora, est un cardinal portugais du XVIIIe siècle. Il est membre de l'ordre des chanoines de Saint-Augustin.

## Biographie
Cunha est élu évêque titulaire d'Olympe (de) et évêque de Leiria en 1746. Il est élu archevêque d'Evora en 1760 et inquisiteur général du Portugal et Algarve. Cunha est aussi président de la Junta da Providência Literária en 1770, qui étudie les causes de la décadence aux universités et le rôle pernicieux des jésuites.
Le pape Clément XIV le crée cardinal lors du consistoire du 6 août 1770. Il ne reçut jamais de titre. Cunha est commissaire général de la "Croisade au Portugal". Il ne participe pas au conclave de 1774-1775, lors duquel Pie VI est élu pape.

### Sources
- Fiche du cardinal sur le site fiu.edu